# Ether (B.o.B)
Ether è il quarto album in studio del rapper statunitense B.o.B, pubblicato nel 2017.

## Tracce
1. Fan Mail – 2:10
2. E.T. (featuring Lil Wayne) – 3:29
3. Middle Man / Mr. Mister – 6:52
4. Peace Piece (featuring Big K.R.I.T.) – 4:17
5. Finesse – 2:52
6. Xantastic (featuring Young Thug) – 3:24
7. Tweakin (featuring Young Dro & London Jae) – 4:14
8. 4 Lit (featuring T.I. & Ty Dolla $ign) – 3:39
9. Substance Abuse – 3:52
10. Avalanche – 3:28
11. I Know (featuring WurlD) – 3:51
12. Big Kids (featuring CeeLo Green & Usher) – 3:32